# Colinas Negras

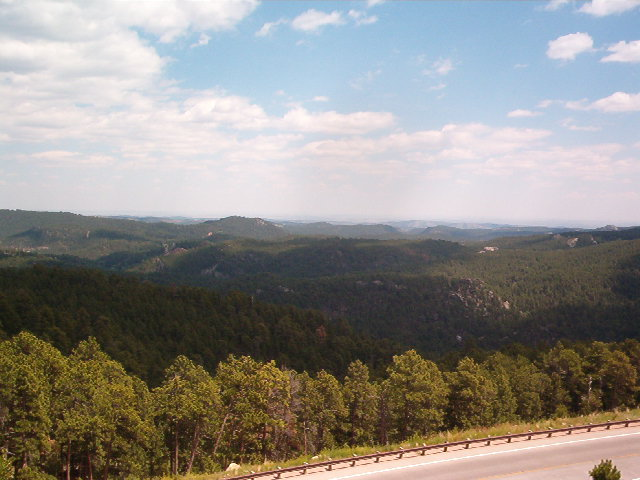
Las Black Hills enfrente del Monte Rushmore.

Las Colinas Negras (Black Hills en inglés) son un grupo de montañas del oeste de Dakota del Sur y el noreste de Wyoming (Estados Unidos). Ocupan cerca de 15 540 km², encontrándose entre los ríos Cheyenne y Belle Fourche, y se elevan a un máximo de 2207 m en el pico Harney.
A pesar de que las Colinas Negras se pactaron como territorio pertenecientes a los sioux, los Estados Unidos incumplieron el tratado del fuerte Laramie, que ellos mismos habían redactado, para quitárselo, lo que provocó la Guerra de Black Hills en 1876 y 1877. Más de un siglo después, en 1980, la Corte Suprema de los Estados Unidos dictaminó que las Colinas Negras fueron arrebatadas ilegalmente y que debían ser devueltas.
Nativos americanos tienen una larga historia en las Colinas Negras y las consideran un lugar sagrado. Tras conquistar a los  cheyenne en 1776, el Lakota se hizo con el territorio de las Colinas Negras, que pasó a ser fundamental para su cultura. En 1868, el gobierno estadounidense firmó el Tratado del fuerte Laramie (1868), por el que se establecía la Gran Reserva Sioux al oeste del río Misuri y se eximía a las Colinas Negras de todo asentamiento blanco para siempre. Sin embargo, cuando los colonos descubrieron oro allí en 1874, como resultado de la Expedición a las Colinas Negras de George Armstrong Custer, los mineros invadieron la zona en una fiebre del oro. Tras la Guerra de Black Hills, el gobierno estadounidense se apoderó de las Colinas Negras y reubicó por la fuerza a los lakota en cinco pequeñas reservas del oeste de Dakota del Sur, vendiéndoles 9 millones de acres, unos 36 000km2, de sus antiguas tierras. A diferencia de la mayor parte de Dakota del Sur, las Colinas Negras fueron colonizadas por europeos procedentes principalmente de los centros de población situados al oeste y al sur de la región, ya que los mineros acudían en masa desde los anteriores yacimientos auríferos de Colorado y Montana.
A medida que la economía de las Colinas Negras se ha ido alejando de los recursos naturales (minería y madera) desde finales del siglo XX, las industrias hospitalidad y turismo han crecido para ocupar su lugar. Los lugareños suelen dividir las Colinas Negras en dos zonas: "Las Colinas del Sur" y "Las Colinas del Norte". En las Colinas del Sur se encuentran el Monte Rushmore, el Parque Nacional Wind Cave, el Monumento Nacional Jewel Cave, el Pico Black Elk (el punto más alto de Estados Unidos al este de las Rocosas, antes y aún más conocido como Pico Harney), Custer State Park (el mayor parque estatal de Dakota del Sur), el Crazy Horse Memorial y The Mammoth Site en Hot Springs, el mayor centro de investigación de mamuts del mundo.
Entre las atracciones de las Colinas del Norte se encuentran Spearfish Canyon, la histórica Deadwood, y el Rally de Motos de Sturgis, que se celebra cada agosto. El primer Rally se celebró el 14 de agosto de 1938, y en el 75.º Rally, celebrado en 2015, más de un millón de moteros vieron las Colinas Negras. Monumento nacional de la Torre del Diablo, situado en las Black Hills de Wyoming, es una importante atracción cercana y fue el primer monumento nacional de Estados Unidos.

## Origen etimológico
Su nombre hace referencia a la oscura apariencia de sus cumbres redondeadas debida a su pendiente cubierta de árboles que se visualiza a la distancia. A los sioux les fue garantizado un acuerdo de derechos sobre la región en 1868; sin embargo, el descubrimiento de oro en 1874 trajo la llegada de mineros blancos y la consecuente Guerra de Black Hills (1876), incluyendo la batalla de Little Big Horn.

## Historia

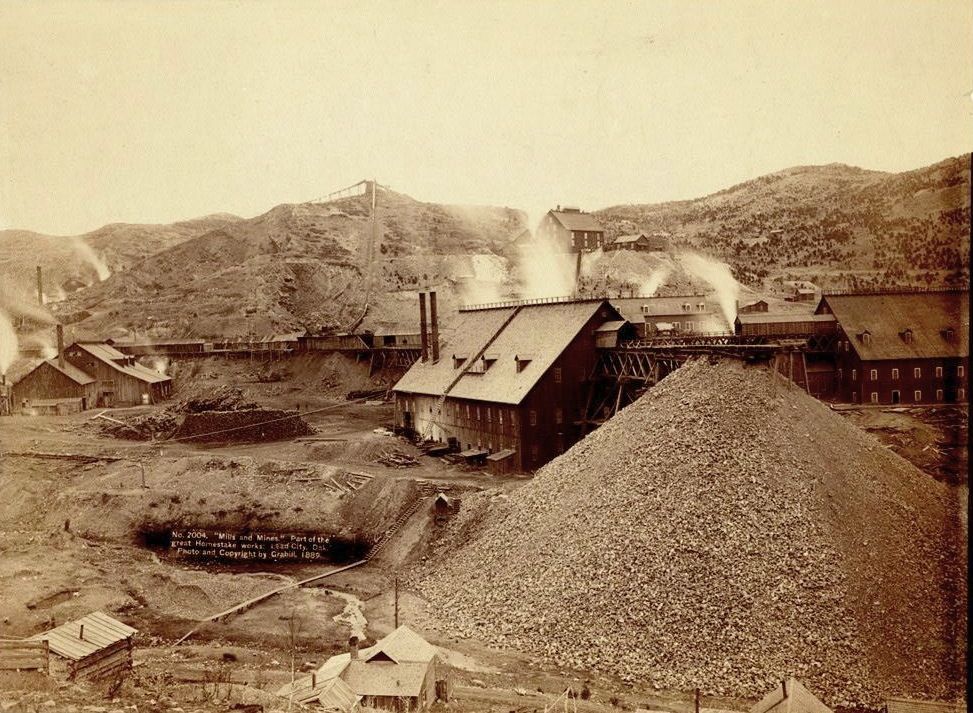
Una mina de oro en Black Hills en 1889.

En 1743 estas montañas fueron exploradas por primera vez por un europeo, el francés Pierre Gaultiers, sieur de Varennes, durante la última guerra entre Francia y las colonias británicas de América del Norte.
Los nativos americanos tienen una larga historia en las Black Hills. Después de conquistar el Cheyenne en 1776, los lakota se hicieron cargo del territorio de las Black Hills, que se convirtió en el centro de su cultura.
Cuando los estadounidenses descubrieron oro en esta región en 1874, como resultado de ello, George Armstrong Custer comenzó la expedición, los mineros se establecieron en la zona durante la fiebre del oro. El gobierno de los Estados Unidos reasignó a los lakota, en contra de su voluntad, a otras reservas en el oeste de Dakota del Sur. 
A diferencia del resto de las Dakotas, las Black Hills fueron colonizadas por estadounidenses de origen europeo, principalmente de los centros de población hacia el oeste y sur de la región, ya que los mineros se congregaron allí desde principios del auge del oro en Colorado y en Montana.
Hoy en día, la población total de las reservas cercanas y de la Base Aérea de Ellsworth crean una diversidad única diferente de la del resto de Wyoming o Dakota del Sur.

### Actividad humana de principios de la Edad Moderna
Los Arikara llegaron en 1500 d. C., seguidos por los Cheyenes, Crows, Kiowa y Pawnee. El Lakota (también conocido como Sioux) llegó desde Minnesota en el siglo XVIII y expulsó a las otras tribus, que se trasladaron al oeste. Reclamaron la tierra, a la que llamaron Ȟe Sápa (Montañas Negras). Las montañas pasaron a conocerse comúnmente como las Colinas Negras.

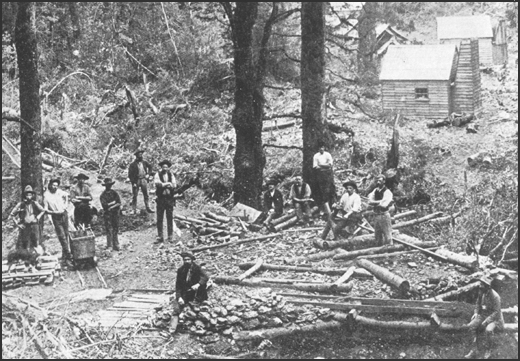
Mineros de oro en las Colinas Negras

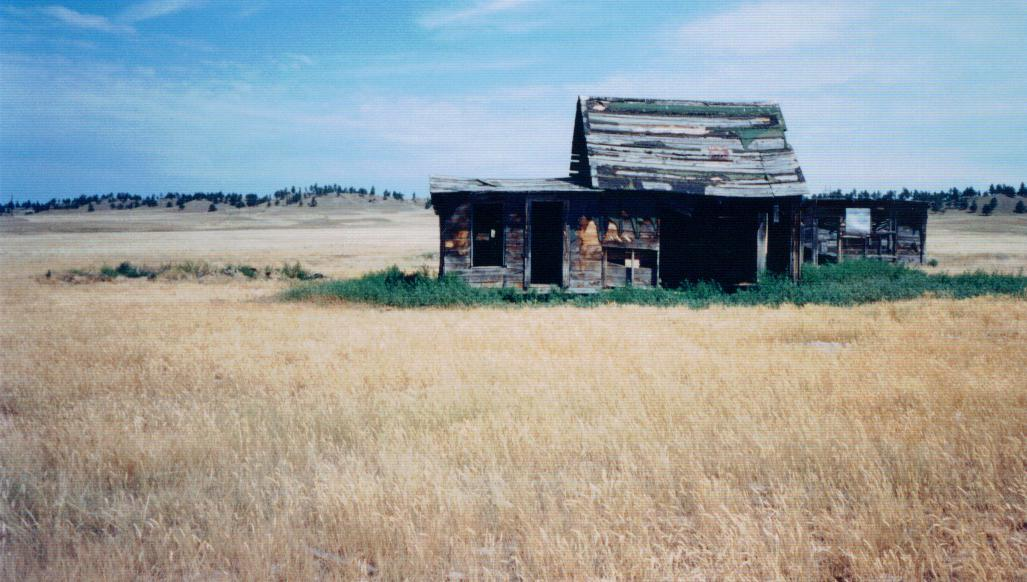
Cabaña abandonada cerca de Dewey en el sur de Black Hills

François de La Vérendrye y Louis-Joseph Gaultier de La Vérendrye probablemente viajaron cerca de las Colinas Negras en 1743. Los cazadores y comerciantes de pieles tuvieron algunos tratos con los nativos americanos.
Los europeos americanos invadían cada vez más el territorio lakota. Para garantizar el paso seguro de los colonos en el  Camino de Oregón y poner fin a la guerra intertribal, el gobierno de Estados Unidos propuso el Tratado de Fort Laramie de 1868, que establecía la Gran Reserva Sioux al oeste del río Misuri y reconocía el control indígena de las Colinas Negras. El tratado protegía las Colinas Negras "para siempre" de la colonización europea-americana. Tanto los sioux como los cheyennes reclamaban también derechos sobre la tierra, alegando que sus culturas la consideraban el axis mundi', o centro sagrado del mundo.
Aunque los rumores sobre la existencia de oro en las Colinas Negras circulaban desde hacía décadas , la confirmación de los yacimientos llegó por primera vez en 1874, cuando el general de brigada George Armstrong Custer del 7.º Regimiento de Caballería (Estados Unidos) dirigió una expedición a las Colinas Negras en 1874 allí y descubrió oro en French Creek. Los reporteros de los periódicos que acompañaban a la expedición hicieron un anuncio oficial del oro. Al año siguiente, el Newton-Jenney Party realizó el primer reconocimiento detallado de las Colinas Negras. El topógrafo del grupo, el Dr. Valentine McGillycuddy, se convirtió en el primer europeo americano en ascender a la cima del Black Elk Peak. Este punto más alto de las Colinas Negras se encuentra a 7242 pies (2207,4 m) sobre el nivel del mar.
Durante la fiebre del oro de las Colinas Negras, miles de mineros acudieron a las Colinas Negras; en 1880, la zona era la más densamente poblada del Territorio de Dakota. Tres grandes ciudades se desarrollaron en las Colinas del Norte: Deadwood, Central City, y Lead. Alrededor de estos grupos se agruparon los campamentos de oro más pequeños, ciudades y pueblos. Hill City (Dakota del Sur) y Custer (Dakota del Sur) surgieron en las colinas del sur. Rápidamente se construyeron vías férreas que llegaban a la zona, antes remota. A partir de 1880, las minas de oro rindieron unos 4 000 000 de dólares anuales, y las de plata, unos 3 000 000 de dólares anuales.

## Geología

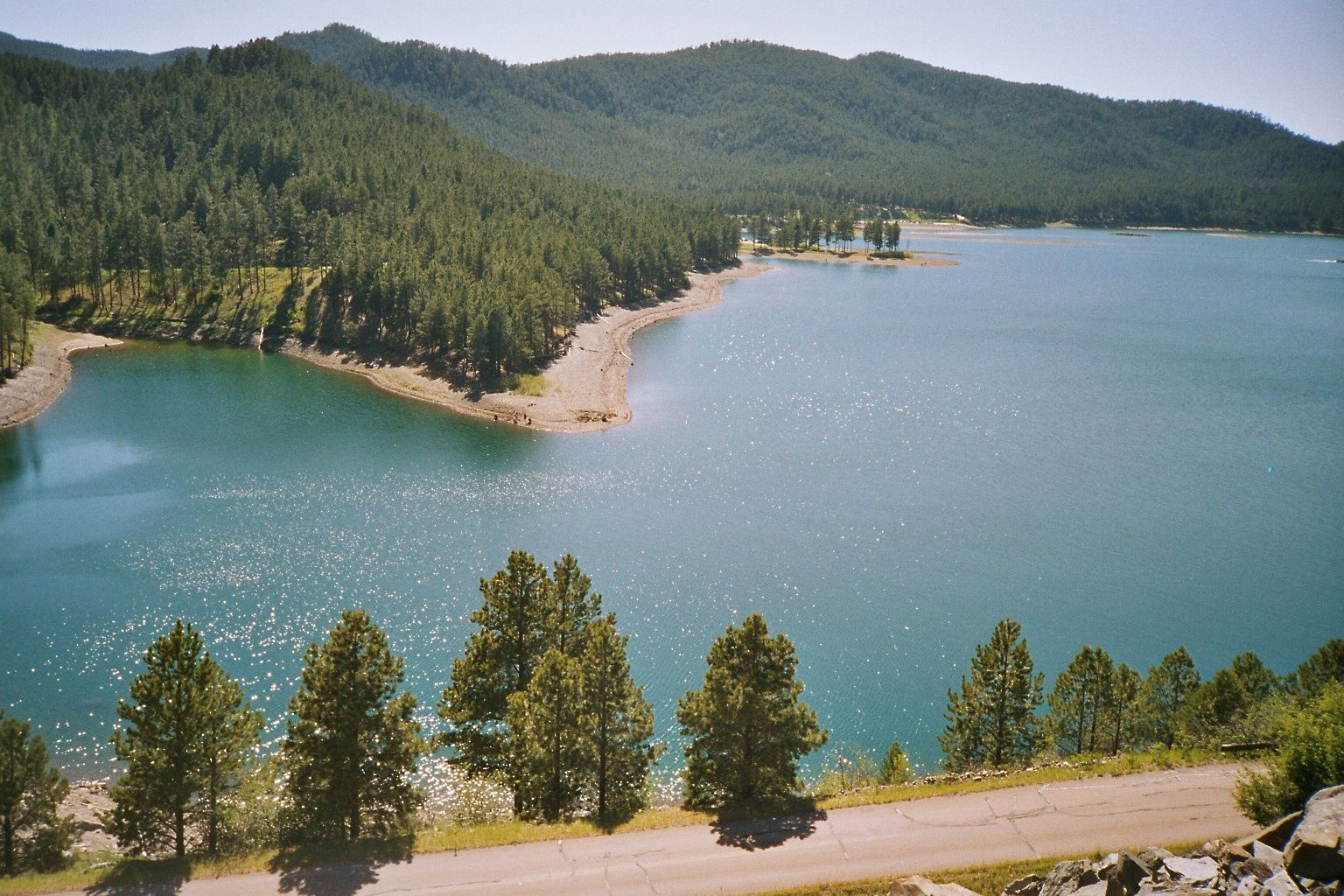
Lago de origen glaciar en Black Hills.

La geología de Black Hills es compleja. Un episodio ocurrido en la Era Terciaria es el responsable de la elevación y la topografía actual de la región. Este levantamiento se caracterizó por la actividad volcánica en el norte de las Black Hills. 
Las Black Hills del sur se caracterizan por granito Precámbrico, pegmatita, y las rocas metamórficas que conforman el núcleo de todo el levantamiento de la zona. Este núcleo está bordado por rocas sedimentarias del Paleozoico, Mesozoico y Cenozoico.
La estratigrafía de las Black Hills se presenta como un objetivo, ya que es una cúpula ovalada, con anillos de diferentes tipos de roca de inmersión del centro.

## Biología
Al igual que con la geología, la biología de las Black Hills es compleja. La mayor parte de las colinas son un bosque de pino ponderosa junto con una variedad de la Picea glauca (Picea glauca var. Densata) que se dan en los valles húmedos de las colinas del norte. Curiosamente, esta variedad endémica de abeto no se dan en las húmedas montañas Bear Lodge, que conforman la mayor parte de la porción de los Black Hills en Wyoming. Los grandes prados de montaña con exuberantes pastos en lugar de bosques se encuentran dispersos a través de las colinas (especialmente la porción occidental) y el extremo sur de las colinas, debido a la menor cantidad de precipitación en comparación con las elevaciones más altas, que están cubiertas por una sabana seca de pinos, con arbustos de Cercocarpus y el enebro de las Montañas Rocosas. La fauna es muy diversa y abundante. Los arroyos de las colinas son conocidos por sus truchas, mientras que los bosques y praderas ofrecen un buen hábitat para bisonte americano, el venado cola blanca y el ciervo mula, el berrendo, el borrego cimarrón, pumas, y una gran variedad de animales pequeños, como perrillos de las praderas, marta americana, ardilla roja, marmota y ardillas zorro. Biológicamente, las Black Hills son un lugar de encuentro y mezcla, con especies comunes a las regiones al este, oeste, norte y sur. Las colinas, sin embargo, son hogar de algunos taxones endémicos, el más famoso es probablemente el junco aliblanco (Junco hyemalis aikeni). Algunas otras especies endémicas son el caracol de Cooper de las Montañas Rocosas. Algunas aves que sólo viven en las Black Hills y que no existen en el resto de Dakota del Sur son la urraca piñonera, el arrendajo gris, pico tridáctilo americano, mirlo acuático americano y el grévol engolado, entre otros.

## Regiones de Colinas Negras
El norte de Black Hills se aproxima a los condados de Lawrence y Meade y es más o menos equivalente al Distrito de Northern Hills del Bosque Nacional Black Hills . El Black Hills central (el Distrito Místico del Bosque Nacional Black Hills) está ubicado en el condado de Pennington al oeste de Rapid City. Las Black Hills del sur se encuentran en los condados de Custer y Fall River y se administran en el Distrito Hell Canyon del bosque nacional. Finalmente, Black Hills de Wyoming sigue al distrito de Bearlodge, aproximadamente a los condados de Weston y Crook .
Geológicamente separadas de Black Hills se encuentran las montañas Elk, una pequeña cadena que forma la parte suroeste de la región.

## Economía y turismo
La economía de las Black Hills se ha desplazado de los recursos naturales (minería y madera), la industria del alojamiento y el turismo ha crecido hasta ocupar su lugar. Los puntos turísticos más importantes son el monte Rushmore, Custer State Park, Monumento a Caballo Loco, y el Rally de Motocicletas Sturgis.
El George S. Mickelson Trail es un sendero multiuso recientemente inaugurado que atraviesa las Colinas Negras y que sigue la vía abandonada de la histórica ruta ferroviaria que iba de Edgemont a Deadwood. El tren solía ser la única forma de llevar suministros a los mineros de las Colinas. El sendero tiene una longitud de unos 180 km (110 millas) y puede ser utilizado por excursionistas, esquiadores de fondo y ciclistas. El coste es de dos dólares al día, o diez dólares al año.
En la actualidad, la principal ciudad de Black Hills es Rapid City, con una población incorporada de casi 70.000 habitantes y una población metropolitana de 125.000. Atiende un área de mercado que abarca gran parte de cinco estados: Dakota del Norte y del Sur, Nebraska, Wyoming y Montana. Además del turismo y la minería (incluido el carbón, los minerales especiales y la minería de oro, ahora en declive), la economía de Black Hills incluye la ganadería (ovejas y ganado vacuno, principalmente, con bisontes y ratites cada vez más comunes), la madera, la Base Aérea de Ellsworth y algunas manufacturas, como la joyería de oro de Black Hills, el cemento, la electrónica, la ebanistería, las armas y la munición.
En muchos sentidos, Black Hills funciona como una zona urbana muy extendida, con una población (sin contar los turistas) de 250.000 habitantes. Otras ciudades y pueblos importantes de Black Hills son:
- Belle Fourche, una ciudad ganadera
- Custer, ciudad minera y turística y sede del Bosque Nacional de las Colinas Negras
- Deadwood, una histórica y bien conservada meca del juego
- Hill City, una ciudad maderera y turística en el centro de las Colinas, donde el Ferrocarril Central de las Colinas Negras opera trenes de vapor históricos por la antigua línea CB&Q hasta Keystone
- Hot Springs, una antigua ciudad turística en el sur de las colinas
- Keystone, una ciudad turística a las afueras del Monte Rushmore
- Lead, sede de la mina Homestake (oro), ya cerrada, y del centro de investigación subterráneo de Sanford
- Newcastle, centro de producción y refinado de petróleo de las Colinas Negras
- Spearfish, sede de la Universidad Estatal de Black Hills
- Sturgis, originalmente una ciudad militar (Fort Meade, ahora un centro de veteranos, se encuentra justo al este). Ahora es famosa por una de las mayores concentraciones de motos del mundo.

## Lugares de interés
Entre las atracciones turísticas se encuentran el pueblo minero de Deadwood, el monte Rushmore, el Monumento Nacional Jewel Cave, el parque nacional Wind Cave y el parque estatal Custer, todos en Dakota del Sur y el Monumento Nacional de la Torre del Diablo en Wyoming.